# آرچمان
آرچمان (به روسی: Арчма́н) یک شهرک در جنوب‌غربی ترکمنستان است که در استان آخال و در حاشیه شمالی رشته‌کوه کپه‌داغ واقع شده است.